# Sikosaari (ö i Norra Savolax, Norra Savolax, lat 63,81, long 27,98)
Sikosaari är en ö i Finland. Den ligger i sjön Laakajärvi och i kommunen Sonkajärvi i den ekonomiska regionen  Övre Savolax ekonomiska region  och landskapet Norra Savolax, i den centrala delen av landet, 400 km norr om huvudstaden Helsingfors. Öns area är 1,9 hektar och dess största längd är 340 meter i sydöst-nordvästlig riktning.